# Тихонов, Дмитрий Иванович
Дмитрий Иванович Тихонов (18 [31] октября 1906, Курганский уезд, Тобольская губерния — 27 января 1987, Ленинград) — советский историк и этнограф, доктор исторических наук, научный сотрудник Института востоковедения АН СССР, заведующий сектором Восточной и Юго-Восточной Азии, заведующий сектором Зарубежной Азии Ленинградской части Института этнографии АН СССР, исследователь истории и этнографии уйгуров.

## Биография
Дмитрий Тихонов родился 18 (31) октября 1906 года в крестьянской семье в деревне Россия-Молотово (Лужни) Марайской волости Курганского уезда Тобольской губернии. Решением Курганского облисполкома № 106 от 23 марта 1964 года с. Р.-Молотово и д. Мало-Молотово (Ложки́) объединены в село Яблочное; ныне село входит в Варгашинский муниципальный округ Курганской области. 
В 1924—1926 годах работал заведующим избой-читальней. 
В 1926 году вступил в ВКП(б), в 1952 году партия переименована в КПСС. 
В 1926—1927 годах учился в Свердловской областной совпартшколе. 
В 1927—1928 годах был делопроизводителем Варгашинского районного комитета ВКП(б).
В 1928—1930 годах был секретарем комсомольской организации 18-го отдельного конвойного батальона.
В 1930—1931 годах учился в Саратовском коммунистическом университете имени В. И. Ленина. 
В 1931—1932 годах учился в Ленинградском горном институте (специальность — геология).
В 1932—1936 годах учился в Ленинградском восточном институте, куда был направлен по комсомольской мобилизации для изучения китайского и уйгурского языков. В 1937—1938 годах был аспирантом в Ленинградском восточном институте.
По окончании аспирантуры в 1936—1938 годах был младшим научным сотрудником Института востоковедения АН СССР. В 1938—1941 годах учился в аспирантуре Института востоковедения АН СССР. 
В 1941 году защитил кандидатскую диссертацию «Восстание 1864 года в Восточном Туркестане» (научный руководитель П. П. Иванов).
В 1940—1950 годах был ученым секретарем, с 1943 — старшим научным сотрудником, в 1950—1957 — заведующим сектором восточных рукописей, в 1957—1960 — старшим научным сотрудником Института востоковедения АН СССР. Руководил Киргизской группой, созданной АН СССР в Ленинграде. 
Перешёл в Институт этнографии АН СССР, где в 1960—1983 годах был старшим научным сотрудником, в 1967—1970 — заведующим сектором Восточной и Юго-Восточной Азии, в 1970—1975 — заведующим сектором Зарубежной Азии Ленинградской части ИЭ. 
В 1968 году защитил докторскую диссертацию «Хозяйство и общественный строй Уйгурского государства X—XIV вв.».
Дмитрий Иванович Тихонов умер 27 января 1987 года в городе Ленинграде, ныне город Санкт-Петербург.

## Научная деятельность
Основная сфера научных интересов — история и этнография уйгуров, история и этнография народов Центральной Азии и Китая.
В монографии «Хозяйство и общественный строй Уйгурского государства X—XIV вв.» (1966), изданной на основе докторской диссертации, дается широкая картина социально-экономического уклада уйгурского общества в VI—IX вв. Автор характеризует политическую обстановку в Восточном Притяньшанье накануне завоевания уйгурами и формирование уйгурского государства в конце IX в., рассматривает основные отрасли экономики уйгуров — поливное земледелие, ремесла, торговлю и ростовщичество, анализирует особенности землевладения и налоговой системы, основные повинности. Сравнивает правовой статус государственных земель и мелкого крестьянского землевладения, заповедных земель (кориги), принадлежавших индикуту, уйгурскому правителю, и членам его семьи, инджу, являвшихся собственностью феодала, церковного землевладения, частного землевладения. Разбирается социальная структура уйгурского общества: феодалы и зависимые, господствующий класс, категории крестьянства, статус государственных крестьян, особые категории — кувак (барщина по отношению к чиновнику-феодалу), инджу (крепостное состояние, феодально-зависимое население), тутук (долговое заложничество), кадаш (клиентела), рабы (должники и военнопленные), сали (зависимые от монастыря). Описываются отношения внутри уйгурской общины, культура и быт уйгуров. Автор приходит к выводу, что уйгурское государство было феодальным, но сохраняло пережитки патриархально-родовых отношений. Эти пережитки, почти незаметные у земледельцев, особенно хорошо сохранились у кочевого населения. Завоевание уйгуров Чингисханом ускорило процессы расслоения и закрепощения, которые уже шли внутри общины. В культурной и религиозной сфере уйгурское общество стало ареной борьбы между буддизмом и исламом, в которой последний победил, в результате чего буддийские монастыри и культура пришли в упадок, укрепились связи со Средней Азией.

## Научные труды
Автор более 40 работ.
- Тихонов, Д.И. Хозяйство и общественный строй Уйгурского государства X—XIV вв. — М.—Л.: Наука, 1966. — 287 с. — 900 экз.[9]

### Основные публикации
- Восстание 1864 года в Восточном Туркестане // Советское востоковедение. V. М.; Л.: АН СССР, 1948. С. 155—172.
- Характер народно-освободительных движений в Синьцзяне в XIX в. и первой трети XX в. // СВ. 1949. Т. 6. С. 336—337.
- Восточные рукописи Института востоковедения АН СССР // Ученые записки ИВ АН СССР. 1953. Т. 6. С. 3-33.
- Русский китаевед первой половины XIX в. Иакинф Бичурин // Ученые записки ЛГУ. 1954. № 179. Серия востоковедных наук. Вып. 4. С. 281—306.
- Уйгурские исторические рукописи конца XIX и начала XX в. // Ученые записки ИВ АН СССР. 1954. Т. 9. С. 146—174.
- Из истории Азиатского музея // Очерки по истории русского востоковедения. М., 1956. Вып. 2. С. 449—468.
- Жилища и типы сельских поселений на Филиппинах // Культура и быт народов стран Тихого и Индийского океанов. Л., 1966. С. 222—233 (Сборник МАЭ. Т. 23).
- Земледельческие орудия и культура земледелия у горных народов Лусона // Культура народов Зарубежной Азии и Океании. Л., 1969. С. 304—316 (Сборник МАЭ. Т. 25).
- К вопросу о некоторых терминах // Страны и народы Востока. Вып. XI. Страны и народы Центральной, Восточной и Юго-Восточной Азия. География, этнография, история. М.: Наука, ГРВЛ, 1971. С. 78—84.
- Сокровища Азиатского музея и собиратели (исторический очерк) // Сборник МАЭ. 1973. Т. 29. С. 4-33.
- Война и советские востоковеды в Ленинграде // Оружием слова. 1941—1945. М., 1985. С. 39-63[10][4].